# Burján Sobek z Kornic
Burján (Burian) Sobek z Kornic († po r. 1544) byl český právník, překladatel a propagátor luterství.

## Život a dílo
Pocházel z české větve vladycké rodiny původem ze Slezska. Studoval ve Wittenbergu, kde se osobně seznámil s Martinem Lutherem. Po dosažení doktorátu práv se v roce 1521 vrátil do Prahy.
Usiloval o spojení utrakvistů s luterány. Roku 1523 se stal kancléřem Starého města pražského, ale již následujícího roku byl za propagaci luteránství uvězněn. Martin Luther mu koncem října 1524 zaslal do vězení dopis, v němž vyslovil i svůj zármutek nad odpadnutím Havla Cahery. Roku 1525 byl Burian Sobek propuštěn z vězení a vypovězen z Prahy.
Uchýlil se na Moravu, kde se sblížil s Jednotou bratrskou a roku 1532 přeložil pro markraběte Jiřího Braniborského Počet z viery, jehož autorem byl bratrský biskup Jan Roh (tento spis byl předchůdcem bratrského vyznání z roku 1536). Koncem 30. let pobýval v Olomouci. Jeho další osud není znám.
Burian Sobek pravděpodobně přeložil do češtiny několik Lutherových spisů; vydával je anonymně a tajně. O tom, že překladatelem je on, se však zřejmě obecně vědělo. Dle soudobé kroniky se totiž Sobkovi přezdívalo „doktor Špik", protože v překladu jedné knihy Lutherovy napsal o kněžích katolických, „že jsou olejem špikováni". V roce 1540 dokončil v Olomouci překlad latinské světové kroniky luteránského učence Johanna Cariona Knieha Kronyk o wsselikych znamenitych wěcech od počatku swěta zběhlých. Tento překlad byl vytištěn v Litomyšli roku 1541, následovala dvě vydání v Praze (1584, 1602).